# Lenothrix canus
Lenothrix canus és una espècie de mamífer rosegador de la família dels múrids. Viu a Indonèsia, Malàisia i, probablement, Brunei. Es tracta d'un animal arborícola. El seu hàbitat natural són els boscos primaris i secundaris, tant de plana com a les faldes de les muntanyes. És una espècie en risc mínim, és a dir, no sembla que hi hagi cap amenaça significativa per a la seva supervivència. El seu nom específic, canus, significa ‘canós’ en llatí.